# Oxaea schwarzi
Oxaea schwarzi là một loài ong trong họ Andrenidae. Loài này được Moure & Seabra miêu tả khoa học đầu tiên năm 1962.